# Jean-Claude Zehnder

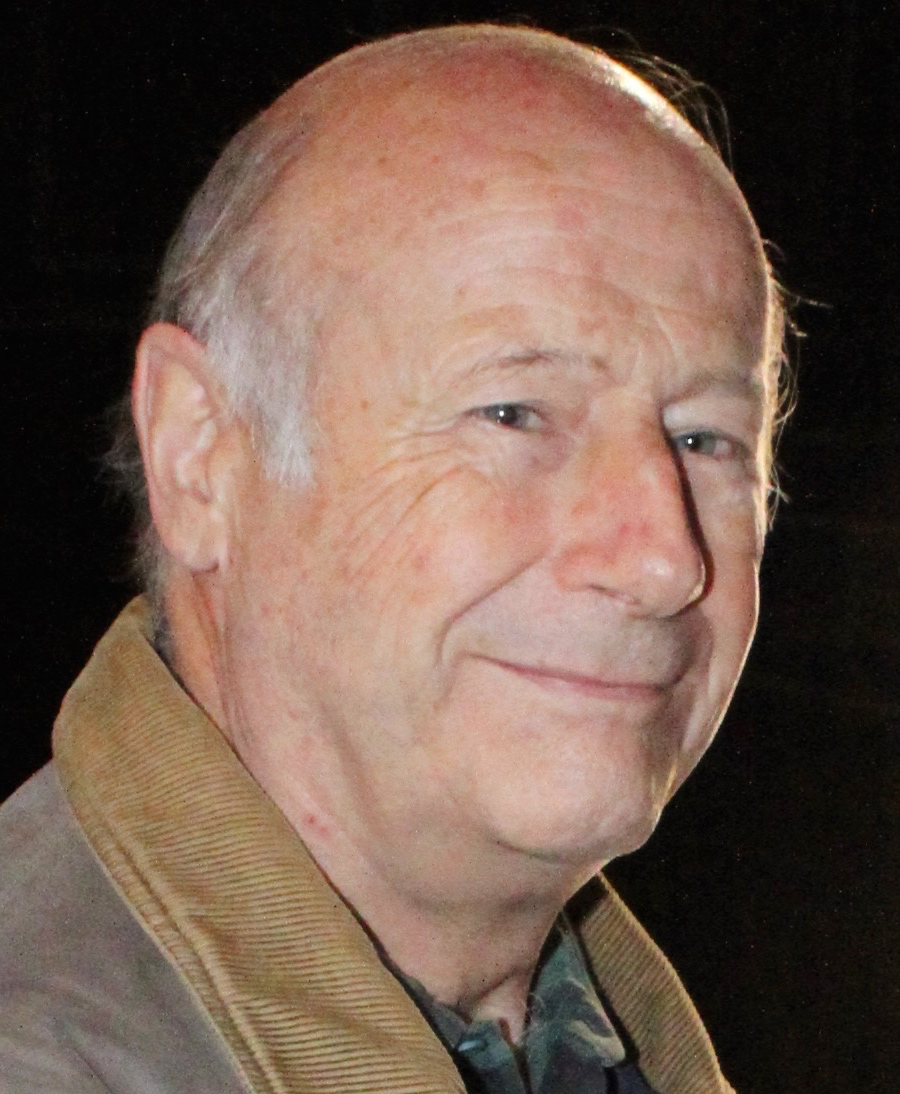
Jean-Claude Zehnder

Jean-Claude Zehnder (Winterthur, 1941) is een Zwitserse organist, klavecinist en muziekpedagoog.

## Levensloop
Zehnder begon zijn opleiding aan het Conservatorium van Winterthur, aan de Universiteit van Zürich, aan de Muziekacademie van Wenen bij Anton Heiller en in Amsterdam bij Gustav Leonhardt.
In 1966 werd hij organist en koorleider aan de Evangelische kerk van Frauenfeld en docent orgel en klavecimbel aan het Conservatorium van Winterthur. Van 1972 tot 2006 leidde hij een orgelklas aan de Schola Cantorum Basiliensis en was titularis van het Johann Andreas Silbermann orgel in de kathedraal van Arlesheim.
Zehnder is op vele langspeelplaten te horen en heeft wetenschappelijke studies gepubliceerd over de vroege werken van Johann Sebastian Bach.
In 2002 werd hij eredoctor van de Technische Universiteit Dortmund. Na zijn emeritaat werkte hij als docent bij de „Sommerakademie für Alte Musik" in Innsbruck en bij de Orgelweken in Muri en Arlesheim.
In 1982 maakte Zehnder deel uit van de jury voor de internationale orgelwedstrijd in Brugge gehouden in het kader van het MAfestival Brugge Festival Musica Antiqua.

## Publicaties en discografie
- Die frühen Werke Johann Sebastian Bachs, Stil - Chronologie - Satztechnik, Basel, Schwabe, 2009 (twee delen)
- In organo pleno, Bern, Lang, 2007
- Die Silbermannorgel im Dom zu Arlesheim, Regensburg, Schnell + Steiner, 2007
- J. S. Bachs früheste Notenhandschriften [Tonträger], Stuttgart, Carus-Verl., 2006
- Jean-Claude Zehnder spielt Bach in Naumburg [Tonträger], 2004
- Die Orgel in der Naumburger Wenzelskirche, Düsseldorf, Motette-Ursina-Schallplattenverlag, 1996
- Orgelbüchlein, Ostern und Pfingsten, Düsseldorf, Motette-Ursina-Schallplattenverlag, 1996
- Orgelbüchlein, Neujahr bis Passion, Wiesbaden, Motette-Ursina-Schallplattenverlag, 1994
- Orgelbüchlein, Advent und Weihnacht, Wiesbaden, Motette-Ursina-Schallplattenverlag, 1994
- Jean-Claude Zehnder an der Ahrend-Orgel in San Simpliciano, Milano, 1993
- Die achtzehn Leipziger Orgelchoräle Bachs, Freiburg (Breisgau), Harmonia Mundi, 1993
- Acht Choräle zum Praeambulieren von Johann Pachelbel, Winterthur, Amadeus-Verlag, 1992
- Vier Sonaten van Georg Friedrich Haendel, Zürich, Musikhaus Pan, 1985
- Orgeln im Elsass, Solingen, Winfried Schlömer, 1984
- Deutsche Clavier-Musik um 1700, Sirnach, Güttler, 1983
- Orgelmusik aus dem Dom zu Arlesheim, Zürich, Music Consort, 1982
- Chor- und Orgelmusik aus dem Dom zu Arlesheim, Zürich, Music Consort, 1982
- Die Silbermann-Orgel im Dom zu Arlesheim , Köln, EMI-Electrola, 1981
- Die drei Orgeln der Klosterkirche Muri, Zürich, Musikverlag zum Pelikan, 1978
- Die frühen Werke Johann Sebastian Bachs, Basel, Schwabe

## Discografie
- Enkele opnamen door Zehnder